# Onthophagus legrandi
Onthophagus legrandi là một loài bọ cánh cứng trong họ Bọ hung (Scarabaeidae).